# 22 Kalliope
A 22 Kalliope a Naprendszer kisbolygóövében található aszteroida. John Russell Hind fedezte fel 1852. november 16-án.